# Ковентри, Джордж, 10-й граф Ковентри
Джордж Уильям Реджинальд Виктор Ковентри, 10-й граф Ковентри (англ. George William Reginald Victor Coventry, 10th Earl of Coventry; 10 сентября 1900 — 27 мая 1940) — британский пэр, политик и военный.

## Биография
Родился 10 сентября 1900 года. Старший сын Джорджа Уильяма Ковентри, виконта Дирхерста (1865—1927), и Вирджинии Ли Бониндж (урожденной Дэниелс) (1866—1948), падчерицы и приёмной дочери Чарльза Бонинджа. Внук и преемник Джорджа Ковентри, 9-го графа Ковентри. Он получил образование в школе Ладгроув и в Итонском колледже.
Будучи юнионистом, Джордж Ковентри безуспешно баллотировался в избирательном округе Кармартен на парламентских выборах 1922 года.
Поскольку его отец умер раньше своего деда, 10-й граф был наследником графства своего деда. 13 марта 1930 года после смерти деда Джордж Ковентри унаследовал титулы 10-го графа Ковентри (Пэрство Англии) и 10-го виконта Дирхерста из Дирхерста в графстве Глостершир (Пэрство Англии).
Мировой судья графства Пембрукшир и заместитель лейтенанта графства Вустершира.
Он занимал должность директора компании London and Thames Haven Oil Wharves Limited. Лорд Ковентри любил охоту и был хозяином гончих Кармартеншира, гончих Хокстоуна, а также гончих Крума.
Лорд Ковентри был лейтенантом 7-го батальона Вустерширского полка, который был частью первоначального экспедиционного корпуса, отправленного во Францию в сентябре 1939 года. Его полк был впоследствии эвакуирован во время отступления из Дюнкерка. Лорд Ковентри был убит в бою 27 мая 1940 года в Ла-Басе, во время битвы за Дюнкерк, которая предшествовала этому. Он похоронен на коммунальном кладбище в Живанши-ле-ла-Басе.

## Личная жизнь
17 сентября 1921 года Джордж Ковентри женился на достопочтенной Несте Донн Филиппс (20 ноября 1903 — 29 апреля 1997), дочери Оуэна Косби Филиппса, 1-го барона Килсанта, и Май Элис Магдалины Моррис. У супругов было четверо детей:
- Леди Энн Донн Ковентри (17 июня 1922 — 4 сентября 2002)[2], не замужняя
- Леди Джоан Бланш Ковентри (10 ноября 1924 — 6 мая 1948)[2], не замужняя
- Леди Мэри Элис Ковентри (2 октября 1931 — 17 ноября 2007)[2], в 1954 году она вышла замуж за Джона Ричарда Льюиса, с которым развелась в 1968 году.
- Джордж Уильям Ковентри, 11-й граф Ковентри (25 января 1934 — 14 июня 2002)[2][6].